# Motometrie
Mit der Motometrie werden bei der Motodiagnostik motorische Merkmale mit Hilfe objektiver Leistungstests untersucht.
Diese Merkmale werden sowohl quantitativ (Häufigkeit, Zeit, Höhe oder Weite), als auch qualitativ (eindeutig festgelegte Kriterien, nach denen die Ausführung als „richtig“ bezeichnet werden kann) erfasst.
Da ein Kind in Alltagssituationen und bei freien Bewegungsspielen oft Anforderungen meidet, denen es sich nicht gewachsen fühlt, werden nicht direkt erkennbare motorische Schwächen erst in spezifischen Testsituationen sichtbar. Des Weiteren ermöglichen nur motometrische Verfahren den objektiven Vergleich mit anderen Kindern der gleichen Altersgruppe.
Somit sind motometrische Verfahren im Hinblick auf Zuverlässigkeit, Objektivität und Gültigkeit der Erfassung motorischer Fähigkeiten anderen motodiagnostischen Verfahren überlegen.